# 圣艾蒂安-拉尔代罗勒
圣艾蒂安-拉尔代罗勒（法語：Saint-Étienne-Lardeyrol，法語發音：[sɛ̃.t‿etjɛn laʁdeʁɔl]）是法国上卢瓦尔省的一个市镇，属于勒皮区。该市镇于1790-1794年间由圣艾蒂安（Saint-Étienne）和拉尔代罗勒（Lardeyrol）合并而成。

## 地理
圣艾蒂安-拉尔代罗勒（45°4'17"N, 4°0'4"E）面积11.8 平方千米，位于法国奥弗涅-罗讷-阿尔卑斯大区上盧瓦爾省，该省份为法国中南部省份，北起多姆山省和卢瓦尔省，西接康塔爾省，南至洛泽尔省，东临阿尔代什省。
与圣艾蒂安-拉尔代罗勒接壤的市镇（或旧市镇、城区）包括：布拉沃济、马尔勒韦尔、勒佩尔蒂、罗西耶尔、圣奥斯蒂安、圣皮埃尔埃纳克。
圣艾蒂安-拉尔代罗勒的时区为UTC+01:00、UTC+02:00（夏令时）。

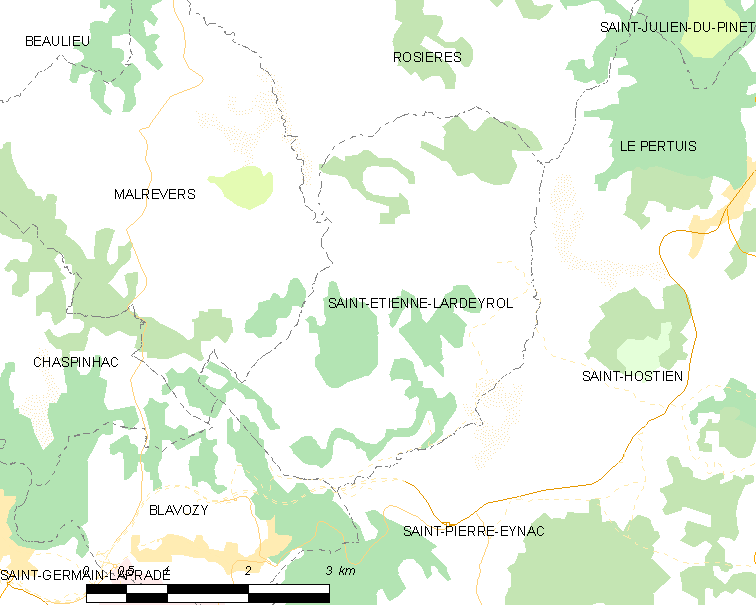
圣艾蒂安-拉尔代罗勒的OSM定位图

## 行政
圣艾蒂安-拉尔代罗勒的邮政编码为43260，INSEE市镇编码为43181。

## 政治
圣艾蒂安-拉尔代罗勒所属的省级选区为昂布拉韦-梅加勒县。

## 人口

1962-2008年间圣艾蒂安-拉尔代罗勒人口变化图示

圣艾蒂安-拉尔代罗勒于2022年1月1日时的人口数量为750人。